# Rhododendron strigosum
Rhododendron strigosum là một loài thực vật có hoa trong họ Thạch nam. Loài này được R.L. Liu mô tả khoa học đầu tiên năm 2001.